# Экологическая политика
Экологическая политика — система мероприятий, связанных с влиянием общества на природу.
Экологическая политика — это определенная организацией совокупность намерений и принципов относительно экологических показателей её деятельности, которая создает основу для разработки конкретных целей и задач. В толковом словаре по охране природы приводится такое определение: «Политика экологическая — это совокупность способов достижения поставленных экологической стратегией целей и задач». При этом экологическая стратегия определена как совокупность конкретных целей и задач, рассчитанных на реальные возможности и термины их достижения, в сфере охраны окружающей природной среды и использование природных ресурсов.

## История
Хотя Закон о чистом воздухе 1956 года в ответ на Великий Смог Лондона 1952 года был историческим шагом вперед, а Закон о борьбе с загрязнением воздуха 1955 года стал первым федеральным законом касающимся загрязнения воздуха в США, именно 1960-е годы ознаменовали начало современной экологической политики. 2 декабря 1970 года считается традиционной датой, используемой в качестве даты основания Агентство по охране окружающей среды Соединенных Штатов (EPA). Пять месяцев ранее, в июле 1970 года, президент Никсон подписал план реорганизации № 3, призывающий к созданию EPA. В этот период был принят закон по регулированию загрязняющих веществ, которые идут в воздух, уровню грунтовых вод и утилизации твердых отходов. Президент Никсон подписал Закон о чистом воздухе в 1970 году, который сделал США одним из мировых лидеров в области окружающей среды. Первым в мире министром окружающей среды был британский политик Питер Уолкер из Консервативной партии в 1970 году. В Европейском Союзе сама первая программа действий ориентированная на окружающую среду, была принята представителями национальных правительств в июле 1973 года во время первого заседания Совета министров окружающей среды.
С тех пор была разработана широкая сеть законов, которые регулируют всю область охраны окружающей среды, включая контроль воздушного загрязнения, охрану водных ресурсов, политику отходов, а также охрану природы, контроль над химическими веществами, биотехнологиями и другими промышленными рисками.

## Виды
Виды экологической политики:
1. Глобальная — проведение международных, политических и внешнеэкономических акций с расчетом экологических ограничений в социально-экономическом развитии, запасов имеющихся в мире природных ресурсов и их распределение между странами.
2. Государственная — социально-экономическая политика, в том числе международная, построенная на понимании эффектов и недостатков, связанных с экологическим состоянием территорий и акваторий.
3. Региональная экополитика — политика государства, относительно регионов, а также экополитика, осуществляемая самими регионами.
4. К местной экополитике относят проведение локального и объективного мониторинга;осуществление государственного контроля соблюдения природоохранных законодательств;организация разработки местных экологических программ и проектов.
5. Корпоративная экологическая политика. После получения экологией доминирующего статуса в системе общественных ценностей предприятие уже не может обойтись без отображения своей экополитики в долгосрочных планах. Экополитику сельскохозяйственного объекта необходимо рассматривать как стратегический элемент долгосрочного планирования.